# Riu Eume

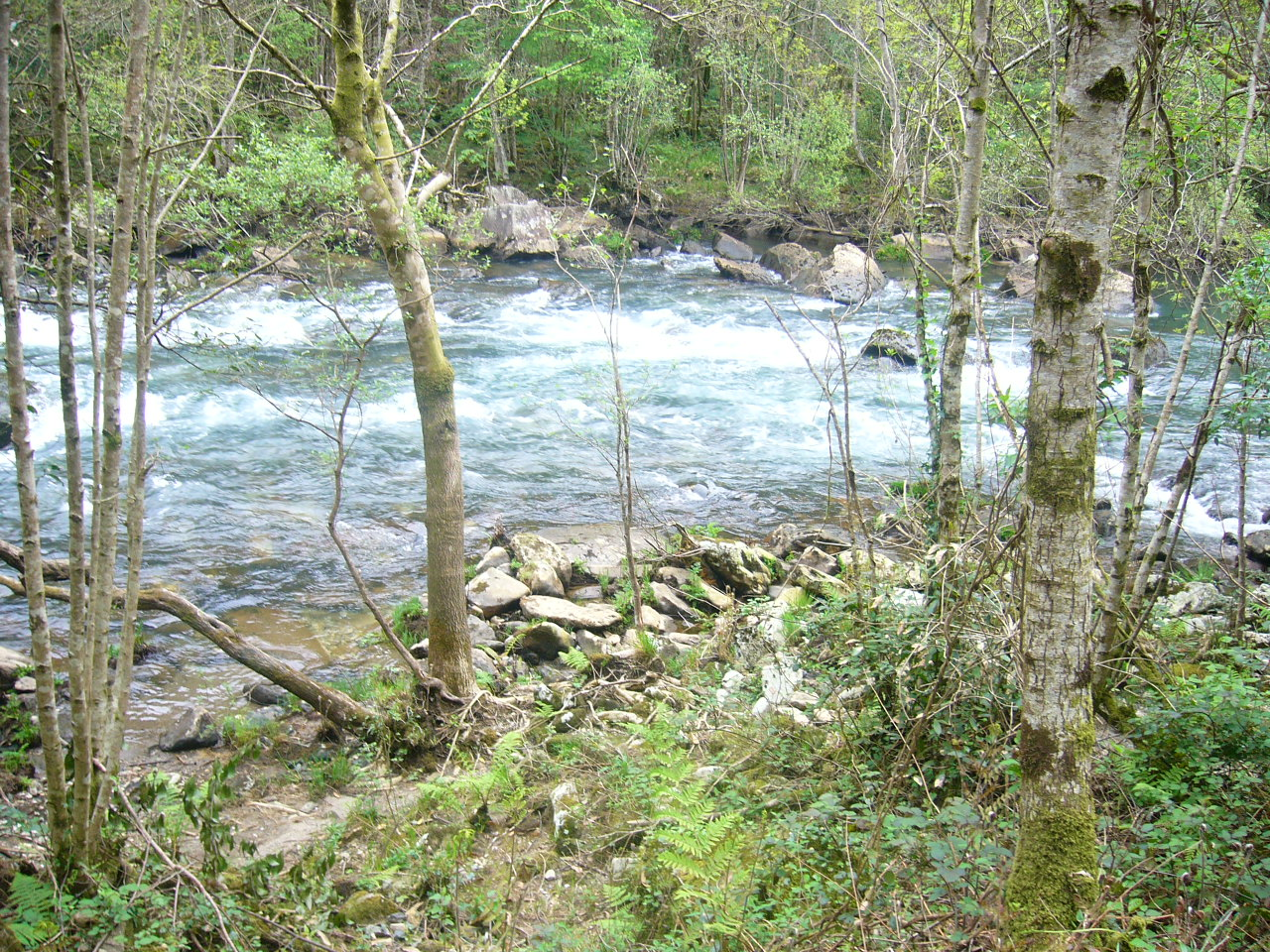
Fragues de l'Eume

El riu Eume (en gallec: Río Eume) és un riu de Galícia. Neix a la Serra do Xistral a 880 m d'altitud, a la parròquia de la Balsa, a l'ajuntament (concello) de Muras (Província de Lugo). Té una llargada de 80 km. El seu curs inicial és ample i pla fins que, passada la vila d'as Pontes, forma un canó estret i profund (canón do Eume), en part inundat per l'embassament de l'Eume. A mesura que arriba a la desembocadura s'obre una vall fins a formar un ampli estuari que en la marea baixa forma una illa coneguda com a As Croas, d'on s'extreu molt de marisc i amb molta fauna. Finalment desemboca a la ria d'Ares, al golf Àrtabre, entre els ajuntaments de la província de la Corunya de Pontedeume i Cabanas.

## La llegenda dels tres rius
Diu la llegenda que Déu va fer néixer tres rius a la Serra do Xistral i els va fer fluir en tres direccions diferents: L'Eume cap a ponent, el Landro cap al nord i el Masma cap a llevant. Deu va prometre oferir un home cada any al riu que abans arribés a la mar. Poc després del seu naixement els tres rius van pactar descansar una mica en el camí. Després del descans l'Eume es va adonar que els altres dos rius no complirien el pacte. Enrabiat per la traïció, va acccelerar la seva marxa provocant l'espectacular «canó de l'Eume» i aconseguí arribar el primer. Complint la seva promesa, Deu fa ofegar una persona cada any en les seves aigües.

## Característiques
Flueix pels municipis d'Abadín, Muras, Vilalba, Xermade, As Pontes, A Capela, Monfero, Cabanas i Pontedeume.
En el seu curs troba dos embassaments, el de Ribeira, a As Pontes, i el d'Eume entre els municipis d'As Pontes i A Capela al nord i Monfero al sud.
L'any 2008 començà a desviar-se un gran percentatge de les seves aigües per a crear un nou llac cobrint una antiga zona minera a As Pontes.
El riu Maciñeira és el més llarg dels seus afluents (11 km).
El 30 de juliol de 1997 es va crear el Parc Natural de les Fragas do Eume (Reial Decret 211/96 de 2 de maig) amb una superfície de 9.126 Ha. Abasta els municipis de Cabanas, A Capela, Monfero i Pontedeume.